# Прен (Белуно)
Прен (итал. Pren) је насеље у Италији у округу Белуно, региону Венето.
Према процени из 2011. у насељу је живело 168 становника. Насеље се налази на надморској висини од 530 м.